# Sjednocená národní strana
Sjednocená národní strana (gruzínsky: ერთიანი ნაციონალური მოძრაობ) je gruzínská politická strana se středopravou orientací, která byla založena v říjnu 2001 Michailem Saakašvilim.